# (481) Emita
(481) Emita est un astéroïde de la ceinture principale découvert par Luigi Carnera le 12 février 1902.